# Benzilpenicil·lina
La benzilpenicil·lina o penicil·lina G, comunament coneguda com a àcid benzilpenicilínic i administrada com a penicil·lina G benzatina, és un antibiòtic β-lactàmic, de la família de les penicil·lines, considerat el referent del grup.